# 県道146号 (台湾)
県道146号（けんどう146ごう）は、彰化県福興郷から同県大村郷を結ぶ、全長23.328kmの台湾の県道である。

## 通過する自治体
- 彰化県
  - 福興郷
  - 埔塩郷
  - 渓湖鎮
  - 埔心郷
  - 大村郷

## 接続する道路
- 台19線
- 県道144号
- 台76線
- 台1線
- 県道137号

## 施設
- 福興国中学校
- 好修国小学校
- 湖東国小学校
- 渓湖高中学校
- 大村国小学校

## 支線

### 甲線
県道146号甲線（けんどう146ごうこうせん）は、彰化県福興郷から同県花壇郷までを結ぶ全長、10.998kmの台湾の県道である。

### 通過する自治体
- 彰化県
  - 福興郷
  - 秀水郷
  - 花壇郷

### 接続する道路
- 県道146号
- 県道144号
- 台19線
- 台1線

### 施設
- 花壇駅
- 花壇国小学校